# Статистика Гаусса — Кузьмина
Распределение (или статистика) Гаусса — Кузьмина — вероятностное распределение на множестве натуральных чисел, получающееся как предельное распределение элементов разложения в цепную дробь типичного (в смысле меры Лебега) вещественного числа. Она задаётся по правилу
{\displaystyle P(k)=\int \limits _{1/(k+1)}^{1/k}{\frac {1}{\ln 2}}\,{\frac {1}{1+x}}\,dx=-\log _{2}\left[1-{\frac {1}{(k+1)^{2}}}\right],}
вытекающему из наличия инвариантной абсолютно непрерывной вероятностной меры {\displaystyle m={\frac {1}{\ln 2}}\,{\frac {1}{1+x}}\,dx} для преобразования Гаусса {\displaystyle f(x)=\{1/x\}}.